# Ferrari 365 California Spyder
Der Ferrari 365 California Spyder ist ein 1966 und 1967 produzierter offener Sportwagen, der zur Modellfamilie Ferrari 365 gehört. Seine Bezeichnung leitet sich, wie seinerzeit bei den Ferrari-Straßenmodellen üblich, vom Hubraum eines einzelnen Zylinders (rund 365 cm³) des Zwölfzylindermotors ab. Der 365 California war das erste und zugleich exklusivste Mitglied dieser weit gefächerten Modellfamilie und gilt als letzter Kleinserien-Ferrari mit Frontmotor.

## Entstehungsgeschichte
Seit den 1950er-Jahren produzierte Ferrari neben den reinen Rennsportfahrzeugen und den regulären Straßensportwagen regelmäßig in kleiner Stückzahl auch sehr teure und luxuriöse Oberklassemodelle, die nicht auf den Motorsport, sondern auf eine „elitäre Kundschaft“ vor allem in Nordamerika zugeschnitten waren. Diese Tradition begann 1952 mit dem 342 America. Ab 1964 nahm das von Pininfarina gestaltete Coupé 500 Superfast diese Rolle ein, das mit seinem 5,0 Liter großen und fast 400 PS starken 12-Zylinder-V-Motor der schnellste Gran Turismo seiner Zeit war. Er war etwa doppelt so teuer wie ein Rolls-Royce Silver Cloud. Die Produktion des 500 Superfast endete 1966, nachdem insgesamt 37 Exemplare hergestellt worden waren. Als Nachfolger gilt der 365 California, der auf dem Genfer Auto-Salon im März 1966 vorgestellt wurde. Seine Bezeichnung nahm auf den von 1957 bis 1963 gefertigten 250 GT Spyder California Bezug, der eine ähnliche Rolle im Ferrari-Programm gespielt hatte; eine technische oder stilistische Verwandtschaft zwischen dem 250 GT California und dem 365 California bestand allerdings nicht.

## Modellbeschreibung

### Fahrwerk
Der Ferrari 365 California hatte – mit Ausnahme des (einzigen) Prototyps – das technisch unveränderte Chassis des 500 Superfast (Tipo 598), das seinerseits auf das Fahrwerk des 330 GT 2+2 zurückzuführen ist. Die Vorderräder waren einzeln an ungleich langen Doppelquerlenkern mit Schraubenfedern aufgehängt. Hinten baute Ferrari eine Starrachse an Halbelliptikfedern mit zusätzlichen Längslenkern und Schraubenfedern ein.n Vorn und hinten gab es hydraulische Teleskopstoßdämpfer. Insbesondere die hintere Starrachse wurde bereits bei der Präsentation des Autos als veraltet kritisiert.

### Karosserie
Die Karosserie des 365 California wurde, wie seinerzeit bei Ferrari üblich, bei Pininfarina entworfen. Die Front stammte – mit Ausnahme der zusätzlichen Klappscheinwerfer – vom 500 Superfast. Ausführender Designer war Tom Tjaarda. Sein Entwurf wurde uneinheitlich aufgenommen. Teilweise wird die Karosserie als formvollendet beschrieben, während andere das Styling für unausgewogen halten und eine „merkwürdige Mischung aus Kurven und Linien“ kritisieren. Der California hatte einige ungewöhnliche Designmerkmale. Hierzu gehören die funktionslosen seitlichen Lüftungsöffnungen, die über die Türen und die hinteren Kotflügel reichen und in die die Türgriffe integriert waren, sowie die versenkbaren Nebelscheinwerfer. Das Arrangement der Rücklichter, in dem eckige und runde Formen kombiniert wurden, griff Tjaardas Chevrolet Corvette Rondine sowie seinen Entwurf für ein Lancia-Flaminia-Coupé aus dem Jahr 1963 auf. Der flache Aufbau hatte große vordere und hintere Überhänge. Mit einer Gesamtlänge von 4900 mm war er einer der längsten in Serie gefertigte Ferrari.

### Motor
Der 365 California wurde von einem 4390 cm³ großen V12-Motor angetrieben, der als Tipo 217B bezeichnet wird. In der Grundstruktur ging er auf eine Konstruktion von Gioacchino Colombo aus dem Jahr 1947 zurück. Ferrari hatte Colombos Zwölfzylinder für die 1961 erschienene Modellfamilie 330 weitgehend überarbeitet; insbesondere war unter Beibehaltung des Zylinderbankwinkels von 60 Grad der Motorblock neu konstruiert worden. Jener Tipo 209 genannte, 4,0 Liter große Motor wurde für den 365 auf 4,4 Liter vergrößert. Den Hubraumzuwachs erreichten die Ingenieure durch eine Vergrößerung der Bohrung von 77 auf 81 mm. Der Hub (71 mm) blieb unverändert. Der Motor hatte eine obenliegende Nockenwelle für jede Zylinderreihe und zwei Ventile pro Zylinder. Zur Gemischaufbereitung wurden drei Doppelvergaser von Weber (Typ 40DF) verwendet. Die Leistung des Motors wurde mit 320 PS angegeben.

## Die Produktionsgeschichte
Insgesamt stellte Ferrari nur 14 Exemplare des 365 California her, davon einen Prototyp im Januar 1966 sowie in Kleinserie zwischen August 1966 und Oktober 1967 elf Links- und zwei Rechtslenker. Sie entstanden alle mit einem hohen Anteil an aufwendiger Handarbeit beim Karosseriebauunternehmen Pininfarina.

### Der Prototyp mit der Chassisnummer 8347 von Januar 1966
Den ersten 365 California stellte Pininfarina Ende Januar 1966 fertig. Das linksgelenkte Fahrzeug erhielt die Ferrari-Chassisnummer 8347; Pininfarina selbst führte es unter seiner Auftragsnummer 99647. Dieser 365 California hatte die Funktion eines fahrbereiten, komplett ausgestatteten Prototyps und basierte als einziger auf einem Chassis Tipo 571, wie es Ferrari beim Gran-Turismo-Coupé 330 GT 2+2 nutzte. Im März 1966 präsentierte Ferrari das Fahrzeug auf dem Genfer Auto-Salon; hierfür erhielt es eine neue Lackierung in einem dunkleren Nachtblau sowie eine Innenausstattung aus beigefarbenem Cord anstelle eines modischen Schwarz-Weiß-Stoffes.

### Elf weitere Linkslenker 1966/67
Die Resonanz auf das neue, offene Modell war derart positiv, insbesondere aus den Vereinigten Staaten, dass Ferrari umgehend Pininfarina damit beauftragte, elf weitere Fahrzeuge des 365 California mit Linkslenkung herzustellen; dort erhielten sie die Auftragsnummern 99649 bis 99659. Allerdings konnte die Produktion aus zwei Gründen nicht sofort aufgenommen werden. Zum einen sollten die Serienfahrzeuge auf dem etwas moderneren Fahrgestell Tipo 598 aufgebaut werden, wie es Ferrari für das ebenfalls bei Pininfarina in weitgehender Handarbeit gebaute Spitzenmodell 500 Superfast nutzte; hieraus ergaben sich kleinere konstruktive Änderungen gegenüber dem Prototyp. Ferner sollten die zuvor erteilten Pininfarina-Aufträge abgearbeitet werden; so entstanden zunächst die letzten fünf Superfast-Coupés von insgesamt 37 seit 1964 beziehungsweise von zwölf Superfast-Coupés der Serie II ab 1965. Auch die Pininfarina-Auftragsnummer 99648 lag dazwischen, wohl einer der aufsehenerregenden Ferrari 365 P Tre Posti für den Fiat-Chef Gianni Agnelli (Chassisnummer 8815GT) oder den US-amerikanischen Ferrari-Importeur und Rennstall-Besitzer Luigi Chinetti (Chassisnummer 8971GT).
Die elf Linkslenker stellte Pininfarina einzelstückweise fertig, darunter nur noch zwei 1966 (Chassisnummern 9127 Ende August und 9447 Mitte Oktober). Im Jahr 1967 folgten je einer im Februar und März (Chassisnummern 9631 und 9801), drei im April (Chassisnummern 9849, 9889 und 9935) sowie je einer im Mai, Juni, Juli und Oktober (Chassisnummern 10077, 10155, 10327 und 9615). Je nachdem, ob die Bestellung aus Kontinentaleuropa oder den Vereinigten Staaten kam, erhielten die Fahrzeuge eine entsprechende Ausstattung; sie unterschied sich im Detail bei der Fahrzeugbeleuchtung, der Instrumentierung am Armaturenbrett und gegebenenfalls bei den Nebenaggregaten am Motor.

### Zwei Rechtslenker 1967
Rechtslenker waren zunächst nicht vorgesehen, da unklar war, ob für das offene Modell überhaupt ein Bedarf vor allem im Vereinigten Königreich bestehen würde. Tatsächlich gingen von dort zwei Bestellungen ein: So entstanden unter der Pininfarina-Auftragsnummer 99677 ebenfalls im Mai 1967 der zehnte Ferrari 365 California (mit der Chassisnummer 9985) sowie im gleichen Jahr der vierzehnte und damit letzte (mit der Chassisnummer 10369).

### Die einzelnen Fahrzeuge
Soweit bekannt gilt heute (Stand: 2017) nur einer der vierzehn Ferrari 365 California als verschollen beziehungsweise zerstört. Die verbliebenen dreizehn sind inzwischen zumeist restauriert, teils im Concours-Zustand. Manche sind – zum Teil seit Jahrzehnten – fest in Sammlerhand, andere wurden in den letzten Jahren – teils wiederholt – als hochpreisige Anlageobjekte bei den namhaftesten Automobil-Auktionen versteigert.
- Chassisnummer 8347: Ende Juli 1966 verkaufte Ferrari den Prototyp an einen bekannten italienischen Herausgeber. Er existiert bis heute in Privatbesitz, nacheinander in Italien, Belgien und wieder Italien. Aus dem Juni 2001 ist ein Verkaufsangebot von 780.000 US-Dollar bekannt.[7]

- Chassisnummer 9127: Das zweite Fahrzeug ging mit hellblauer Metalliclackierung und elfenbeinfarbener Innenausstattung an den US-amerikanischen Ferrari-Importeur Luigi Chinetti und fand 1967 einen ersten Käufer. Von 1968 bis 2005 blieb es im Familienbesitz, zunächst mit dunkelblauer Lackierung und weinroter Innenausstattung, später außen dunkelrot und innen braun. In den 1990er-Jahren wurde es mehrfach zu Preisen von mindestens 595.000 US-Dollar angeboten. Im Jahr 2005 ersteigerte der indische Unternehmer Vijay Mallya, inzwischen bekannt als Formel-1-Rennstallbesitzer, das Cabriolet zum Preis von 736.000 Euro für seine Fahrzeugsammlung.[8]

- Chassisnummer 9447: Das dritte Fahrzeug mit hellroter Lackierung und hellbrauner Innenausstattung fand Ende 1966 einen italienischen Käufer; 1967 diente es als Ferrari-Ausstellungsfahrzeug auf dem Turiner Autosalon und wechselte später in die Vereinigten Staaten. Nach mehreren Eigentümerwechseln und einer Restaurierung in Kalifornien 1980 ist es dauerhafter Sammlungsbestandteil des Thomas C. Crawford Auto Aviation Museums in Cleveland, Ohio.[9]

- Chassisnummer 9615: Als viertes begonnen, wurde das Fahrzeug mit einer Lackierung in silber und einer Innenausstattung in schwarz erst im Oktober 1967 fertiggestellt und als einziges nach Spanien ausgeliefert. Empfänger war Rafael Leónidas Trujillo Martinez („Ramfis“ Trujillo), der im spanischen Exil lebende Sohn des 1961 bei einem Attentat getöteten Diktators der Dominikanischen Republik Rafael Leónidas Trujillo Molina. Im Dezember 1969 stieß Trujillo mit seinem Ferrari nahe Madrid frontal mit dem Jaguar von Teresa Beltrán de Lis y Pidal, der Herzogin von Alburquerque zusammen. Sie starb noch vor Ort; Trujillo erlitt schwerste Gesichtsverletzungen und starb zehn Tage später an einer Lungenentzündung. Das Ferrari-Wrack erwarben nacheinander zwei Briten, ehe es neu aufgebaut wurde. Nach einem weiteren Eigentümerwechsel und einer Restaurierung durch den britischen Ferrari-Spezialisten Terry Hoyle ist das Fahrzeug seit 1987 im Eigentum eines britischen Ferrari-Sammlers. Das Cabriolet, das im Zuge der Restaurierung eine dunkelgrüne Lackierung mit hellbrauner Innenausstattung erhalten hatte, hat inzwischen eine silbergraue Metalliclackierung mit schwarzem Interieur.[10]

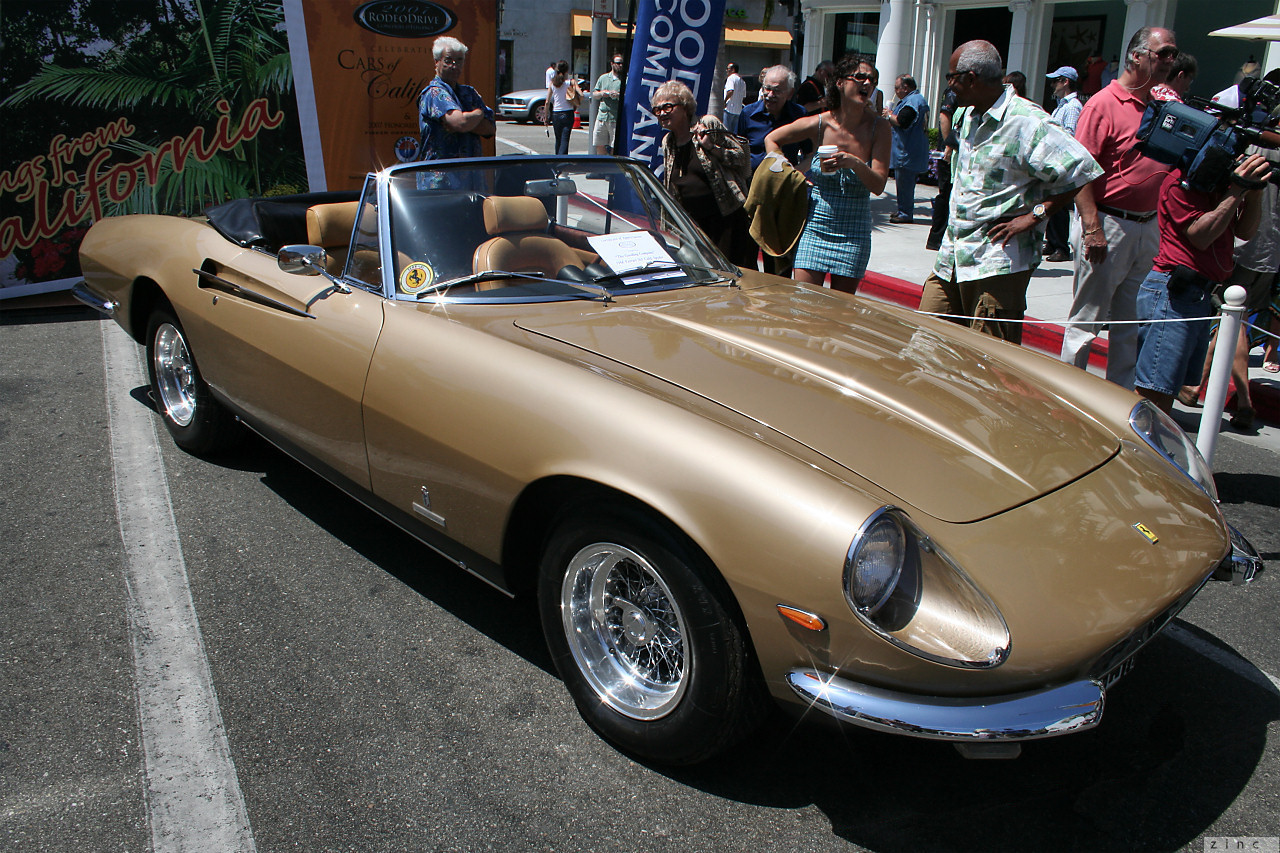
Ferrari 365 California Spyder, Chassisnummer 9631

- Chassisnummer 9631: Das im Februar 1967 fertiggestellte Fahrzeug diente im März als Ausstellungsfahrzeug beim Genfer Auto-Salon und im Folgemonat auf der New York International Auto Show. Nach mehreren Jahren im Dienst eines US-amerikanischen Leasing-Unternehmens war es in einem sehr schlechten Allgemeinzustand und stand 1971 bei einer Laufleistung von 56.000 Meilen für 8500 US-Dollar zum Verkauf. Im Jahr 1976 blieb eine erste Vollrestaurierung wegen eines baldigen schweren Unfalls ohne dauerhaften Erfolg. Ein Ferrari-Sammler ließ den 365 California im Folgejahr bei Ferrari und Pininfarina in Italien restaurieren. Nach seinem Tod 2005 wurde das Fahrzeug, inzwischen im Concours-Zustand, mehrfach versteigert, zuletzt 2010 für 880.000 US-Dollar. Der Spider hat heute wieder sein ursprüngliches Aussehen mit einer Lackierung in Beigemetallic mit hellbrauner Innenausstattung. Mitte der 1970er-Jahre war er vorübergehend orange mit schwarzer Kunstleder-Ausstattung.[11]

- Chassisnummer 9801: Das sechste Fahrzeug der Baureihe erhielt eine US-Ausstattung und diente ebenfalls als Ausstellungsfahrzeug auf der New York International Auto Show. Es ist wie das dritte hellrot, jedoch mit schwarzer Innenausstattung. Über den Ferrari-Importeur Chinetti ging es in US-amerikanischen Privatbesitz. Im Jahr 1985 bot ein Schweizer Händler den 365 California für 200.000 Schweizer Franken zum Kauf an. Seitdem ist er im Eigentum eines amerikanischen Sammlers, der ihn beim italienischen Spezialisten Allegretti in Modena vollständig restaurieren ließ.[12]

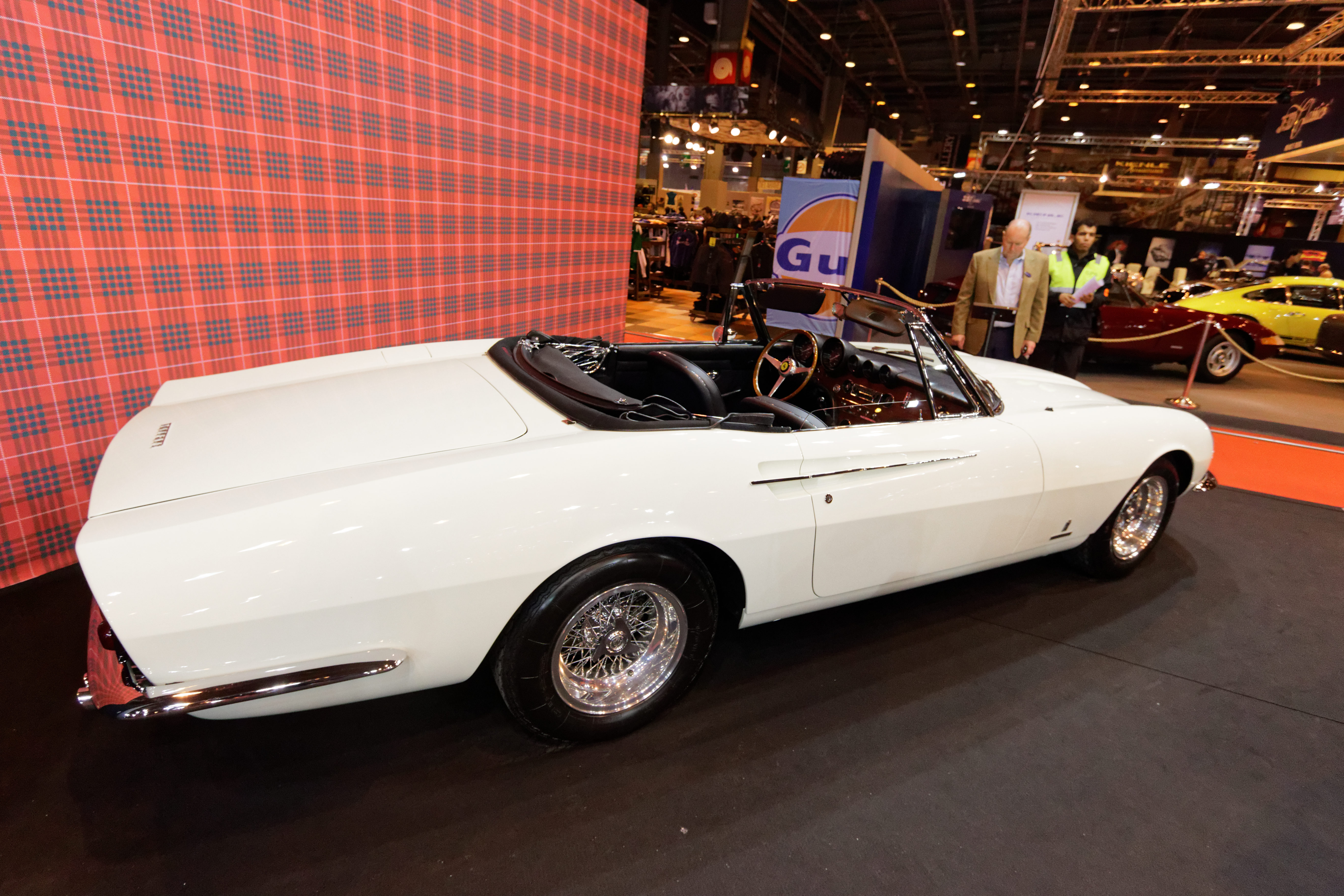
Ferrari 365 California Spyder, Chassisnummer 9849

- Chassisnummer 9849: Auch das siebte Fahrzeug erhielt eine US-Ausstattung und wurde über Chinetti nach New York City verkauft. Bis 2007 fand es in den USA mehrere neue Eigentümer, ehe es ein Brite für 728.000 Euro erwarb. Von 2010 bis 2016 gehörte der 365 California dem deutschen Unternehmer Alexander Rittweger in München, Entwickler der Payback-Karten, der ihn schließlich unter anderem gegen einen Maserati 3500 GT Vignale Spyder tauschte. Das ursprünglich weiße Fahrzeug mit schwarzer Innenausstattung erhielt in den 1970er-Jahren wiederholt neue Lackierungen, über grün zu weinrot, weiter zu silbergrau, dunkelblau und silber. Seit einer Restaurierung in den 1990er-Jahren war es außen schwarz und innen braun. Auf eine silberfarbene Lackierung mit schwarzer Innenausstattung folgte 2016 eine Rückkehr zur ursprünglichen weißen Außenfarbe.[13]

- Chassisnummer 9889: Das achte Fahrzeug erhielt eine Europa-Ausstattung und ging an die Familie eines italienischen Modemachers, wo es über 34 Jahre blieb. Seit 2001 hatte es mehrere Eigentümer in den Vereinigten Staaten. Dokumentiert ist ein Verkaufspreis von 410.000 US-Dollar im Jahr 2001 und ein Verkaufsangebot von 650.000 US-Dollar 2003. Wie von Beginn an ist das Cabrio in Hellblaumetallic lackiert und hat eine schwarze Innenausstattung.[14]

- Chassisnummer 9935: Das neunte Fahrzeug erhielt eine US-Ausstattung und wurde wiederum über Chinetti in den USA verkauft. Nach einem Jahr im Dienst eines Leasingunternehmens hatte es mehrere Besitzer in den USA, seit Mitte der 00er-Jahre einen im kanadischen Montreal. Markant ist die rote Lackierung mit weißer Innenausstattung und weißem Verdeck.[15]

- Chassisnummer 9985: Das zehnte Fahrzeug war das erste mit Rechtslenkung und spezieller britischer Ausstattung. Ferrari lieferte es an den britischen Importeur Maranello Concessionaires unter Colonel Ronnie Hoare. Erst der vierte Eigentümer, ein britischer Immobilienmakler, nutzte das Cabriolet ab 1969 für längere Zeit, seit 1977 auf den Bahamas, und ließ ihn 1983 bis 1985 in Florida restaurieren. Dabei wurde es von Nachtblau auf Rot umlackiert und Teile der Innenausstattung wurden von Beige zu Schwarz geändert. Seit 1986 gehört der 365 California einem Briten, der ihn zunächst nach Japan und 1989 zurück nach Großbritannien bringen ließ.[16]

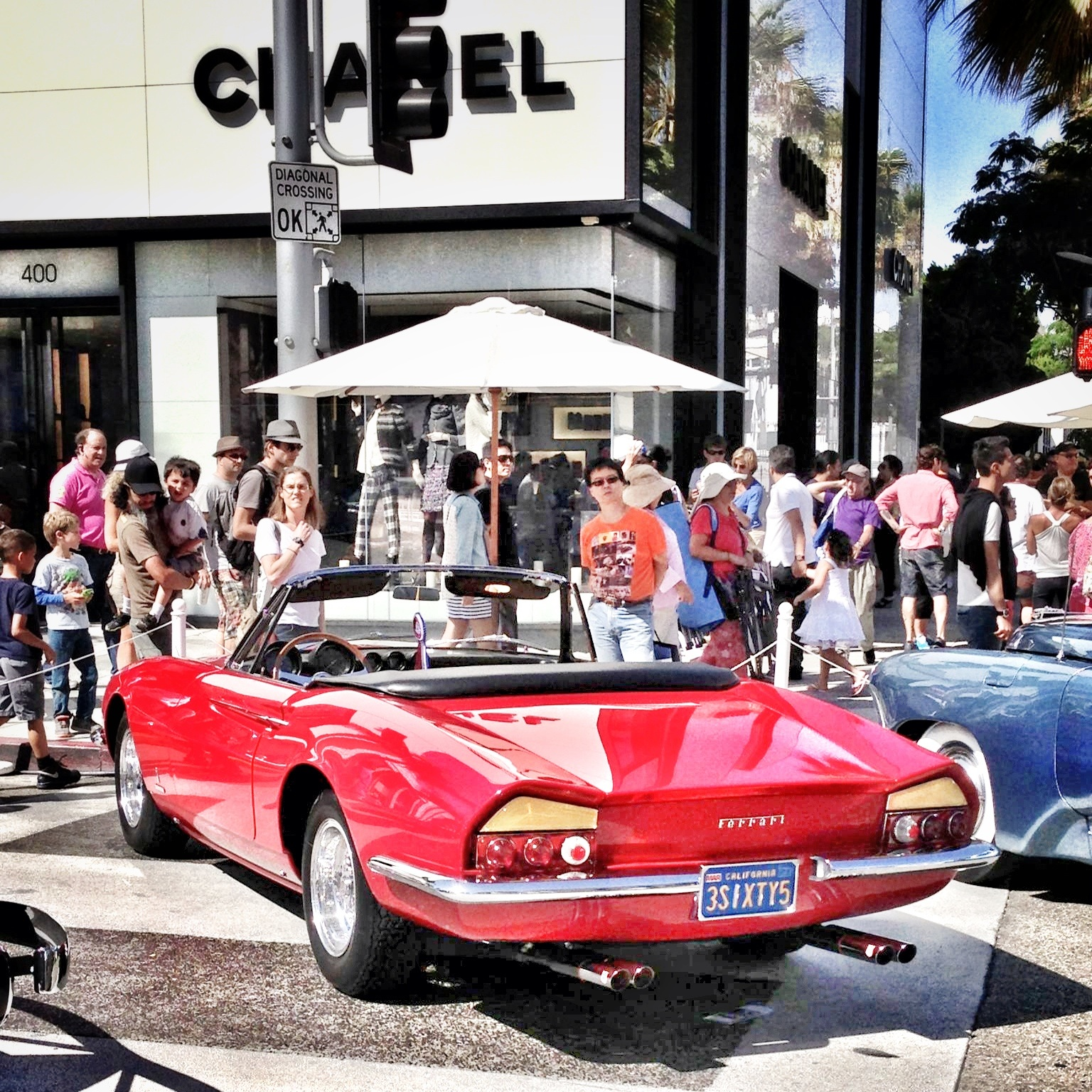
Ferrari 365 California Spyder, Chassisnummer 10077

- Chassisnummer 10077: Das elfte Fahrzeug erhielt eine US-Ausstattung, eine rubinrote Lackierung und hellbraune Innenausstattung. Seit seiner Auslieferung befindet es sich in den Vereinigten Staaten und ist seit den 1980er-Jahren Teil der Nethercutt Collection in San Sylmar in Kalifornien, die der US-amerikanische Unternehmer und Sammler Jack Boison Nethercutt (1913–2004) begründet hat. Wiederholt wurde es bei namhaften Concours-Wettbewerben gezeigt.[17]

- Chassisnummer 10155: Das zwölfte Fahrzeug erhielt eine europäische Ausstattung und eine weiße Lackierung mit schwarzer Innenausstattung. Es war das einzige, das ab Werk in die Bundesrepublik Deutschland geliefert wurde. Über den Händler Auto Becker in Düsseldorf ging es im Juni 1967 an den Unternehmer Hans Riegel junior in Bonn, Inhaber des Süßwarenherstellers Haribo GmbH. Im Oktober 1967 präsentierte Auto Becker den 365 California auf der Internationalen Automobil-Ausstellung in Frankfurt am Main. Später war er vorübergehend im Automobilmuseum am Nürburgring ausgestellt. In den 1970er-Jahren erwarb der deutsche Designer und spätere Fachbuchautor Manfred Lampe das Cabriolet, der es bei seinem Wechsel in die Styling-Abteilung von Ford mit nach Dearborn bei Detroit in Michigan nahm. Zuletzt wurde das Fahrzeug 1991 auf einem New Yorker Schrottplatz gesichtet; seitdem gilt es als verschollen beziehungsweise zerstört.[18]

- Chassisnummer 10327: Das vorletzte Fahrzeug wurde Ende Juli 1967 mit US-Ausstattung komplettiert und Anfang Oktober an seinen ersten Halter in Übersee ausgeliefert, vermutlich über Chinetti. Rund elf Jahre lang gehörte es nacheinander zwei Führungskräften eines US-amerikanischen Elektronikkonzerns. Danach hatte der 365 California mehrfach wechselnde Eigner aus den USA, darunter ab 1999 für mehrere Jahre den Schauspieler Charles Bronson. Von 1968 bis 94 fehlten dem Cabriolet wegen eines Unfalls mit anschließender Reparatur bei Chinetti die eigentlich typischen ausklappbaren Zusatzscheinwerfer in der Fahrzeugfront. Das ursprünglich hellrote Fahrzeug mit elfenbeinfarbener Innenausstattung erhielt zwischenzeitlich zunächst ein weißes, dann ein hellbraunes Interieur und schließlich eine weinrote Lackierung. Für 1990 ist ein Verkaufsangebot über 1,5 Mio. US-Dollar dokumentiert, für 1993 ein tatsächlicher Verkauf zum Preis von 346.000 Dollar. Auktionen 1999 vor und 2005 nach einer Restaurierung blieben mit Höchstgeboten von 500.000 und 550.000 Dollar erfolglos, da der vereinbarte Mindestpreis nicht erreicht wurde. Hingegen waren Versteigerungen 2007 mit einem Verkaufspreis von 1,375 Mio. US-Dollar und 2013 mit 2,97 Mio. Dollar erfolgreich. Die Käufer blieben bislang anonym.[19]

- Chassisnummer 10369: Das vierzehnte und letzte Exemplar dieses Fahrzeugmodells wurde ebenfalls noch 1967 fertiggestellt und ausgeliefert. Es war metallicblau mit beigefarbenem Interieur sowie das zweite mit Rechtslenkung und spezieller britischer Ausstattung. Käufer war der Londoner Immobilienspekulant Harry Hyams; nach einem schweren Verkehrsunfall mit einem Armeelastwagen 1969 ließ Hyams das Fahrzeug im Folgejahr bei Pininfarina restaurieren und mit einem elektrischen Antrieb für das Cabrioverdeck ausstatten. Es blieb bis 1999 im Familienbesitz und befand sich im Sommer dieses Jahres bei der Carrozzeria Zanasi in Italien. Über den weiteren Verbleib liegen keine gesicherten Erkenntnisse vor.[20]

## Technische Daten
| Datenblatt Ferrari 365 California Spyder | Datenblatt Ferrari 365 California Spyder                                          |
| ---------------------------------------- | --------------------------------------------------------------------------------- |
| Motor:                                   | 12-Zylinder-V-Motor (Viertakt), Gabelwinkel 60°                                   |
| Hubraum:                                 | 4390 cm³                                                                          |
| Bohrung × Hub:                           | 81 × 71 mm                                                                        |
| Leistung bei 1/min:                      | 235 kW (320 PS) bei 6600                                                          |
| Max. Drehmoment bei 1/min:               | 377 Nm bei 5000                                                                   |
| Verdichtung:                             | 8,8 : 1                                                                           |
| Gemischaufbereitung:                     | 3 Fallstrom-Doppelvergaser Weber 40 DFI                                           |
| Ventilsteuerung:                         | Eine obenliegende Nockenwelle je Zylinderbank, Kette                              |
| Kühlung:                                 | Wasserkühlung                                                                     |
| Getriebe:                                | Fünfganggetriebe, Knüppelschaltung                                                |
| Radaufhängung vorn:                      | ungleich lange Doppelquerlenker, Schraubenfedern, Stabilisator                    |
| Radaufhängung hinten:                    | Starrachse an Längsblattfedern, zusätzlich Längslenker und Schraubenfedern        |
| Bremsen:                                 | Scheibenbremsen vorn und hinten (Durchmesser 27,2/27,38 cm), Bremskraftverstärker |
| Lenkung:                                 | Kugelumlauflenkung mit Servo                                                      |
| Fahrgestell:                             | Rohrrahmen aus Stahl                                                              |
| Karosserie:                              | Aluminiumblech, nichttragend                                                      |
| Radstand:                                | 2650 mm                                                                           |
| Spurweite vorn/hinten:                   | 1440/1470 mm                                                                      |
| Abmessungen:                             | 4900 × 1780 × 1330 mm                                                             |
| Leergewicht:                             | 1320 kg                                                                           |
| Höchstgeschwindigkeit:                   | 245 km/h                                                                          |
| 0–100 km/h:                              |                                                                                   |
| Preis (DM):                              | ca. 80.000 (1967)                                                                 |